# وسيلة علواش
وسيلة علواش (11 يوليو 2000) هي لاعبة كرة قدم جزائرية محترفة تلعب مدافعة لصالح نادي البطل الوطني أقبو والمنتخب الجزائري.

## المسيرة الكروية
في عام 2017، بدأت ممارسة كرة القدم مع فريق الشباب بنادي شمال شرق البويرة، عندما لعبت لمدة موسمين. في عام 2019، انضمت إلى نادي الخروب، حيث لعبت لفريق الشباب حتى دمج في الفريق الأول في عام 2020.
في عام 2020، وقعت لصالح نادي أقبو ولعبت لمدة موسمين. ثم انتقلت إلى نادي قسنطينة لموسم واحد قبل أن تعود إلى نادي أقبو في عام 2023.

## المسيرة الدولية
هي لاعبة دولية جزائرية سابقة لمنتخب الشباب، اختيرت لأول مرة لفريق تحت 20 عامًا في ديسمبر 2018 للمشاركة في مرحلة تحضيرية في سيدي موسى. وفي وقت لاحق، اختيرت ضمن التشكيلة النهائية لدورة الألعاب الإفريقية 2019 في المغرب. عندما احتلت هي وفريقها المركز الرابع. وفي وقت لاحق من ذلك العام، لعبت أيضاً في بطولة شمال إفريقيا للسيدات تحت 20 عامًا لعام 2019. وشاركت في مباراتي الدور الأول من تصفيات كأس العالم للسيدات تحت 20 عامًا 2020 ضد جنوب السودان.
في ديسمبر 2019، اختيرت ضمن فريق تحت 21 سنة للمشاركة في بطولة اتحاد شمال إفريقيا للسيدات تحت 21 سنة 2019 ‏ في الجزائر. وقد فاز المنتخب الجزائري بالبطولة في النهاية.
في يوليو 2021، حصلت على أول استدعاء لها للفريق الأول للمشاركة في مرحلة تحضيرية لكأس العرب للسيدات 2021. في النهاية نجحت في الوصول إلى التشكيلة النهائية، وشاركت لأول مرة مع الفريق في 26 أغسطس 2021 في فوز 3-1 على الأردن، وفي 29 أكتوبر 2024، سجلت هدفها الدولي الأول أمام نيجيريا، لتصبح أول جزائرية تسجل ضدهم.

## الأهداف الدولية
| ت | تاريخ          | مكان                         | الخصم   | الأهداف | نتيجة | مسابقة |
| - | -------------- | ---------------------------- | ------- | ------- | ----- | ------ |
| 1 | 29 أكتوبر 2024 | ملعب أونيكان، لاغوس، نيجيريا | نيجيريا | 1-2     | 1-4   | ودي    |

## الأوسمة
الجزائر
- أبطال دورة اتحاد شمال إفريقيا للسيدات تحت 21 سنة: 2019

الخروب
- أبطال بطولة الجزائر للسيدات: 2019–20[16]

أقبو
- أبطال بطولة الجزائر للسيدات: 2023–24
- أبطال كأس الجزائر للسيدات: 2023–24

## روابط خارجية
- وسيلة علواش على موقع GSA (الإنجليزية)